# Edwin Carewe
Edwin Carewe, nato con il nome  Jay Fox (Gainesville, 5 marzo 1883 – Hollywood, 22 gennaio 1940), è stato un regista, attore e produttore cinematografico statunitense.

## Biografia
Nato nel Texas, Jay Fox, dopo un periodo di studi universitari, intraprese la carriera teatrale, aggregandosi a compagnie di giro. Giunto a New York, diventò membro della Dearborn Stock Company.
Il suo debutto cinematografico risale al 1912. Cambiato il nome in Edwin Carewe, girò numerosi film a un rullo per la Lubin Manufacturing Company dove fu diretto spesso da George Nichols. In totale, dal 1912 al 1916, appare come attore nel cast di 37 pellicole.
Nel 1914, passò dietro alla macchina da presa, dirigendo film per la Metro Pictures Corporation e la First National. Negli ultimi anni del muto, infilò una serie di successi, scoprendo il fascino di Dolores del Río, una bellezza latina di grande avvenenza: la giovane messicana divenne l'amante di Carewe che la diresse in sette pellicole che la lanciarono come diva. Quando i due si lasciarono, il regista dovette anche cimentarsi con i problemi che gli provocò l'avvento del sonoro che si stava affermando in quegli anni.
Nella sua carriera, si contano 57 regie. Nonostante il buon livello dei suoi film muti, all'avvento del cinema parlato, Carewe non si trovò a proprio agio con la nuova tecnica: tentando di adeguarsi, girò il remake della sua versione cinematografica di Resurrezione dal romanzo di Lev Tolstoj, quello che era stato uno dei suoi film migliori con Dolores Del Rio. Diresse Resurrection, rimpiazzando Del Rio con un'altra bellezza messicana, Lupe Vélez. Ma non riuscì a ripetersi e il parlato segnò la fine della sua carriera. Dopo qualche tentativo, lasciò il cinema nel 1934.

## Filmografia
Quando manca il nome del regista, questo non viene riportato nei titoli

### Attore
- A Girl's Bravery (1912)
- The Moonshiner's Daughter (1912)
- Gentleman Joe, regia di George Nichols – cortometraggio (1912)
- Juan and Juanita, regia di Wilbert Melville – cortometraggio (1912)
- The Water Rats, regia di Oscar Eagle (1912) – cortometraggio (1912)
- The Silent Signal – cortometraggio (1912)
- It Might Have Been, regia di George Nichols – cortometraggio (1913)
- The Mexican Spy, regia di Wilbert Melville – cortometraggio (1913)
- On the Threshold, regia di George Nichols – cortometraggio (1913)
- Private Smith, regia di Wilbert Melville (1913)
- The Miser (1913)
- Down on the Rio Grande – cortometraggio (1913)
- The Regeneration of Nancy (1913)
- The Supreme Sacrifice, regia di George Nichols – cortometraggio (1913)
- The First Prize, regia di George Nichols (1913)
- The Soul of a Rose (1913)
- Dolores' Decision, regia di George Nichols (1913)
- Tamandra, the Gypsy, regia di George Nichols (1913)
- The Moonshiner's Wife (1913)
- Women of the Desert, regia di George Nichols (1913)
- A Florida Romance, regia di George Nichols (1913)
- In the Harem of Haschem, regia di George Nichols (1913)
- The Judgment of the Deep (1913)
- A Mock Marriage, regia George Nichols – cortometraggio (1913)
- Retribution, regia di George Nichols (1913)
- Kidnapping Father, regia di George Nichols (1913)
- The Great Pearl, regia di George Nichols (1913)
- The Wine of Madness (1913)
- From Ignorance to Light, regia di George Nichols (1913)
- Her Husband's Picture, regia di George Nichols (1913)
- On Her Wedding Day, regia di George Nichols – cortometraggio (1913)
- The Call of the Heart, regia di George Nichols (1913)
- Into the Light, regia di George Nichols – cortometraggio (1913)
- His Conscience (1913)
- In the Southland, regia di George Nichols (1913)
- Fashion's Toy, regia di George Nichols (1913)
- Winning His Wife (1913)
- Her First Offense (1913)
- When the Prison Doors Opened (1913)
- A Miracle of Love (1913)
- His Chorus Girl Wife – cortometraggio (1913)
- The Inside of the White Slave Traffic
- Love's Justice, regia di Frank Whitman (1913)
- The Story the Gate Told – cortometraggio (1914)
- The Three of Us, regia di John W. Noble (1914)
- Cora, regia di Edwin Carewe (1915)
- The Snowbird, regia di Edwin Carewe (1916)

### Regista
- Across the Pacific (1914)
- The Cowboy and the Lady (1915)
- Cora (1915)
- Marse Covington (1915)
- Destiny: Or, The Soul of a Woman (1915)
- The Final Judgment (1915)
- The House of Tears (1915)
- The Upstart (1916)
- Her Great Price (1916)
- The Snowbird (1916)
- God's Half Acre (1916)
- The Dawn of Love (1916)
- The Sunbeam (1916)
- Dall'odio all'amore (The Barricade) (1917)
- Her Fighting Chance (1917)
- The Greatest Power (1917)
- The Trail of the Shadow (1917)
- Their Compact (1917)
- The Voice of Conscience (1917)
- The Splendid Sinner (1918)
- The Trail to Yesterday (1918)
- The House of Gold (1918)
- Pals First (1918)
- Liberty Bond Jimmy (1918)
- Shadows of Suspicion (1919)
- Il prezzo dell'oro (The Way of the Strong) (1919)
- False Evidence (1919)
- Easy to Make Money (1919)
- Il diritto di mentire (The Right to Lie) (1919)
- The Web of Deceit (1920)
- Rio Grande (1920)
- La sfinge bianca (Isobel or The Trail's End) (1920)
- My Lady's Latchkey (1921)
- Habit (1921)
- Playthings of Destiny (1921)
- The Invisible Fear (1921)
- Her Mad Bargain (1921)
- A Question of Honor (1922)
- Ali d'argento (Silver Wings), co-regia di John Ford (1922)
- I Am the Law (1922)
- Mighty Lak' a Rose (1923)
- The Girl of the Golden West (1923)
- The Bad Man (1923)
- A Son of the Sahara (1924)
- Madonna of the Streets (1924)
- Ho ucciso mio figlio (My Son) (1925)
- Bocca che menti (The Lady Who Lied) (1925)
- Why Women Love (1925)
- Joanna (1925)
- High Steppers (1926)
- Pals First (1926)
- Resurrection (1927)
- Ramona (1928)
- Maruska (Revenge) (1928)
- Evangelina (Evangeline) (1929)
- Resurrection (1931)
- Are We Civilized? (1934)

### Produttore
- Isobel or The Trail's End, regia di Edwin Carewe (1920)
- A Son of the Sahara, regia di Edwin Carewe (1924)
- Resurrection, regia di Edwin Carewe (1931)